# Drown (Band)
Drown (engl. für ‚Ertrinken‘ oder ‚Ertränken‘) ist eine 2012 als Slow gegründete und 2019 umbenannte Funeral-Doom-Band.

## Geschichte
Drown ist ein von Markov Soroka unterhaltenes Ein-Mann-Funeral-Doom-Projekt. Der aus der Ukraine stammende und in Portland lebende Musiker, der unter anderem mit Tchornobog, Aureole und Krukh bekannt ist, gründete die Band 2012 als Slow. Unter diesem Bandnamen veröffentlichte er 2014 das Album Unsleep über Black Plague Records und 2017 die Single Mother Cetacean. Anschließend beendete er das Projekt Slow. Im Jahr 2019 griff er jedoch das Singlestück erneut auf, um es als Teil des als Drown veröffentlichten Albums Subaqueous zu präsentieren und veröffentlichte das Album Unsleep erneut unter dem neuen Namen. Als neuer Vertragspartner stand Soroka das Prohpecy-Productions-Subunternehmen Lupus Lounge zur Seite. Insbesondere Subaqueous wurde vielfach rezipiert und gelobt.

## Konzept
Drown ist eine Konzeptband, die sich lyrisch und tonal mit dem Prozess des Ertinkens befasst. So erzählt Unsleep „in fünf Stücken die Geschichte eines Mannes, der sich selbst ertränkt, woraufhin sein Körper und seine Seele für immer in der Tiefe des Meeres treiben.“ Nach Prophecy Productions lässt sich Drown als „eine Art Musiktheater begreifen“. Soroka bezeichnet die inhaltliche Ausrichtung auf „Das Motiv des Ertrinkens“ als „eine Metapher als auch ein Konstrukt“, das eine Verbindung zwischen Werk und Rezipient auf Basis eines generalisierbaren Leids erzeugen solle. Dieses Leid ergäbe sich „aus verschiedenen Formen von Trauer und Niedergeschlagenheit, die mit einem Verlustgefühl“ einhergingen.

## Stil
Soroka bezeichnet die Musik des Projektes, mit Bezug auf den konzeptionellen Rahmen, als „Aquatic Doom“. Musikalisch wird Drown indes als Vertreter des Funeral Doom betrachtet.
Das Tempo wird in Relation zu anderen Vertretern des Genres als „dynamisch gehalten und […] ein wenig flotter“ wahrgenommen. Hinzu agiere die Musik melodiös mit einem „Wechselspiel aus ruhigen und schnellen Double-Bass betonten Passagen“. Der Gesang wird anhaltend als Growling präsentiert, während weitere Elemente wie Geigen, Effekte und Sampling den Gesamtklang ergänzen.

„Mit ihren monströsen Growls und schleppenden Schlagzeugrhythmen gleicht die Platte einem alles in sich verschlingenden Mahlstrom, während die bedrückenden, langgezogenen Leads und die desolaten Clean-Gitarren sowie die tristen Geigen, die die beiden Tracks abschließen, die unter der Oberfläche schlummernde, fremdartige Tiefseeszenerie abbilden. Vor allem auf „VI: Mother Cetacean“ haftet den verschwommenen Gitarrenmelodien etwas faszinierend Unwirkliches an, wodurch die Atmosphäre des Albums vollkommen in dessen Unterwasser-Setting aufgeht.“

## Diskografie
- 2014: Unsleep (Album, Black Plague Records, 2019 als Drown erneut über Lupus Lounge)
- 2017: Mother Cetacean (Single, Black Plague Records)
- 2019: Subaqueous (Album, Lupus Lounge)
- 2021: Утоплення (Album, Vigor Deconstruct)